# Gesnouinia arborea
Gesnouinia arborea és una espècie de planta de la família de les Urticàcies, la qual pot ser trobada a les zones boscoses de Gran Canària, Tenerife, La Palma (laurisilva), La Gomera i El Hierro, entre els 600 i 1000 m d'altitud.
És un arbust o arbre petit de fulles senceres, acuminades, pubescents i sense estípules. Les flors són monoiques, una masculina i dues de femenines en individus disposats en una panícula densa.

## Galeria

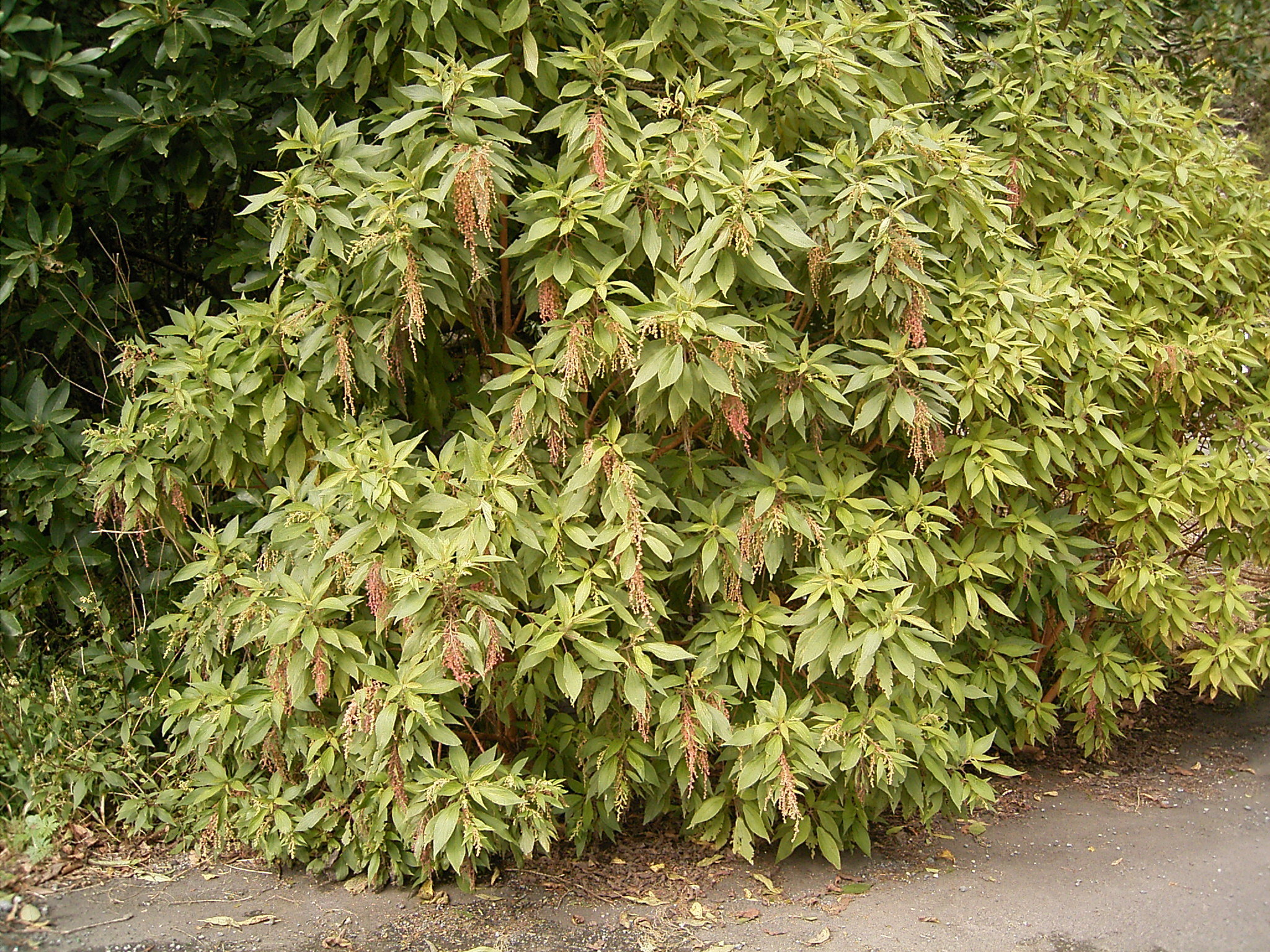
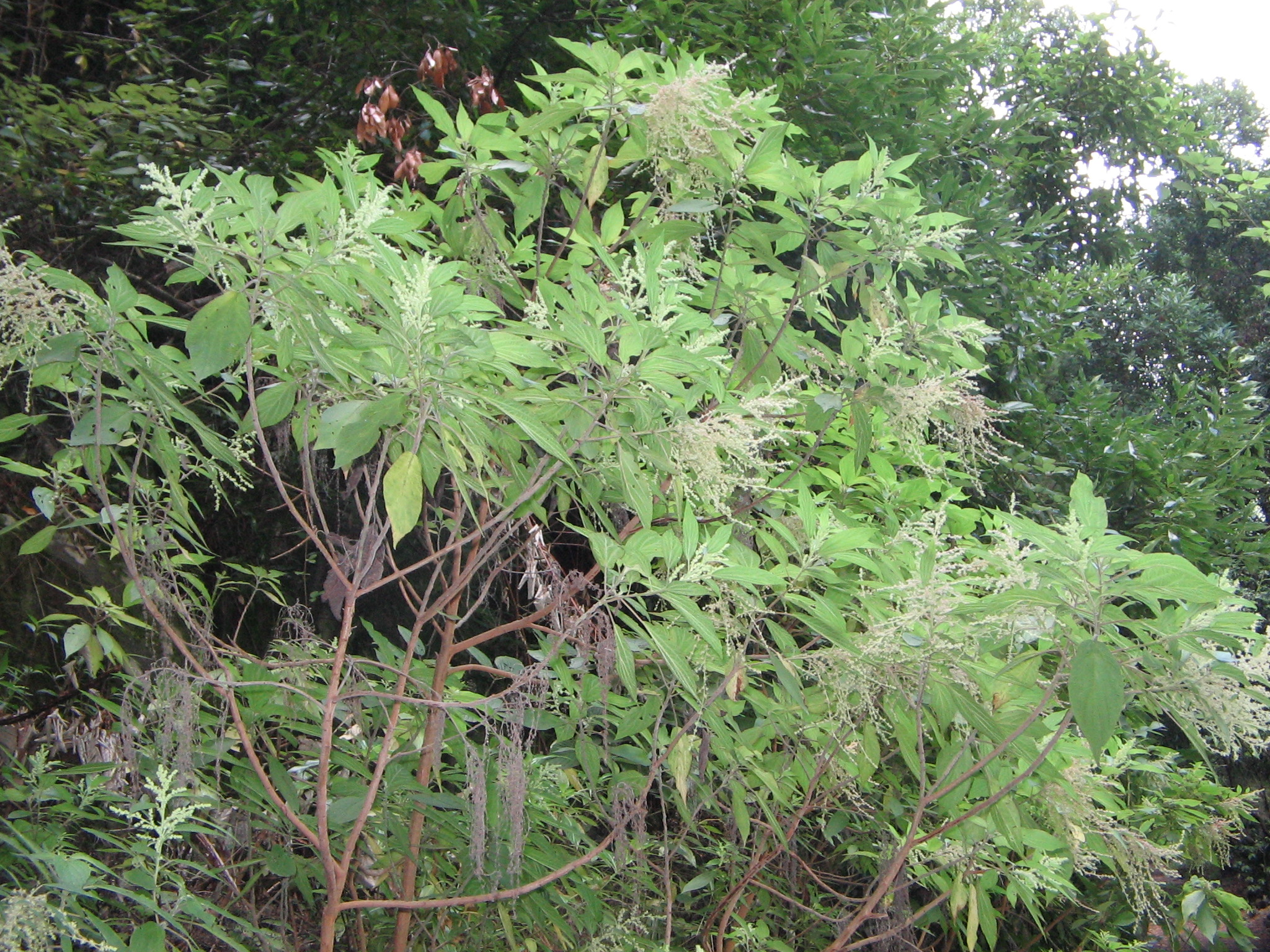
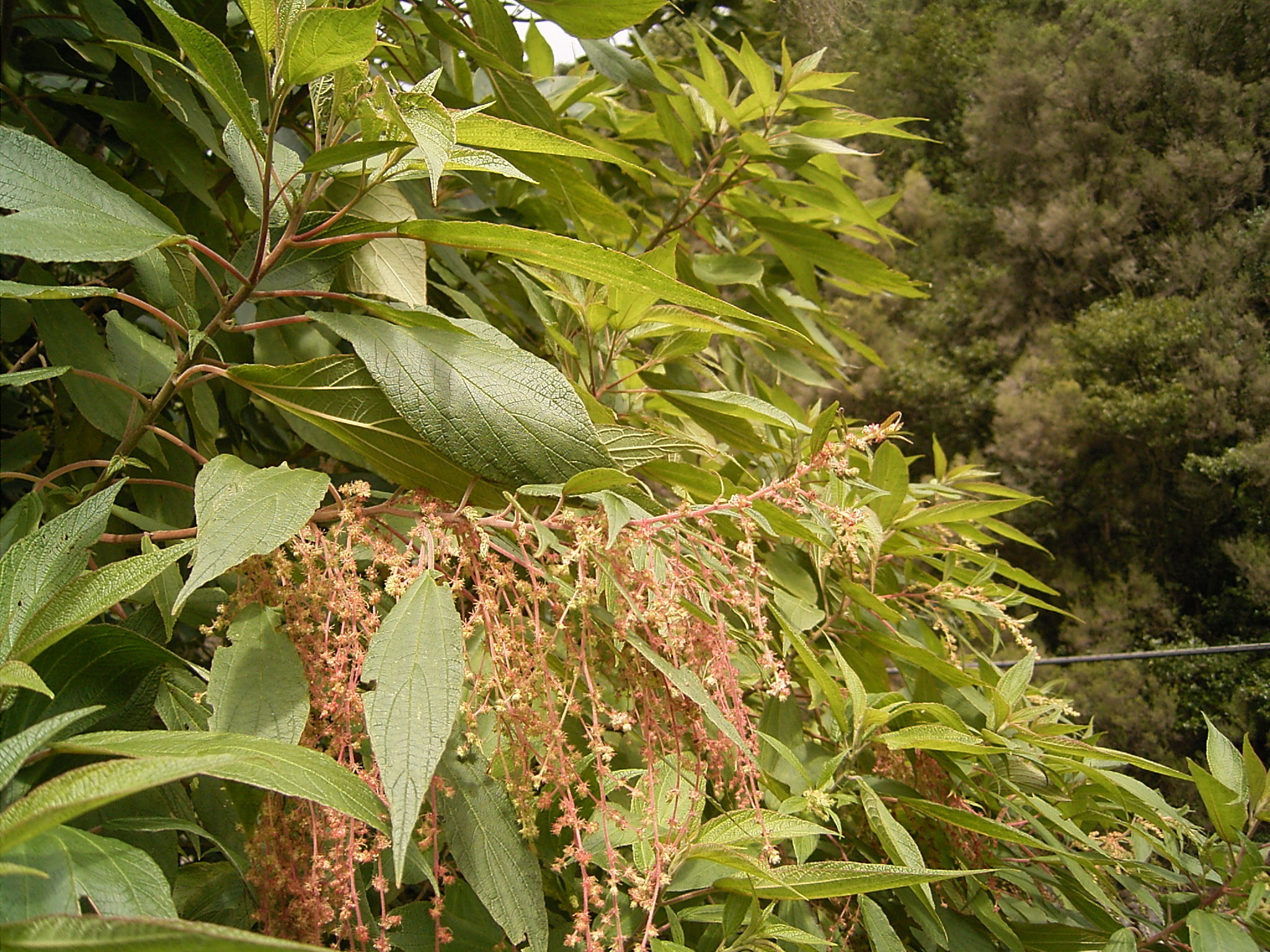
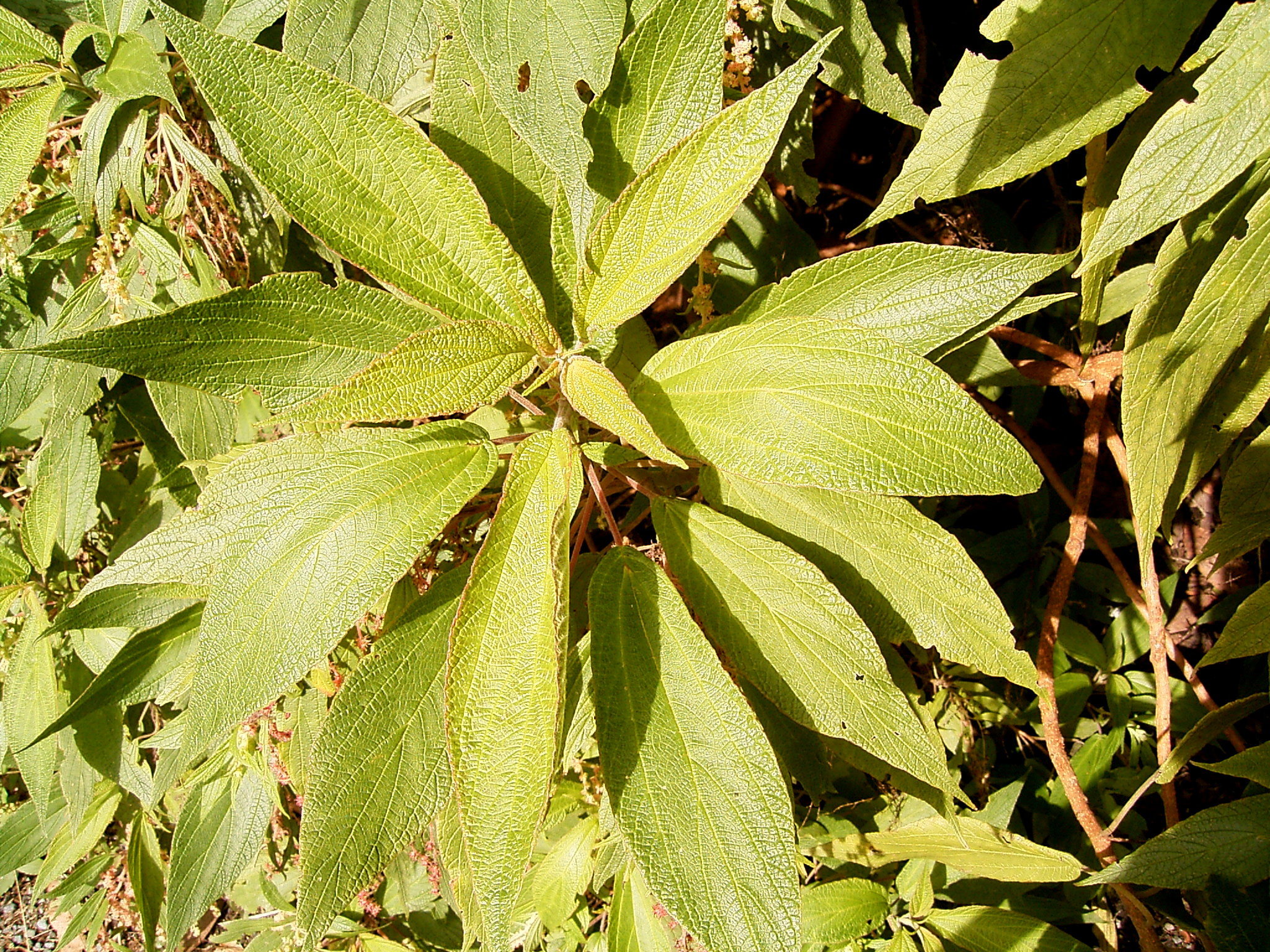
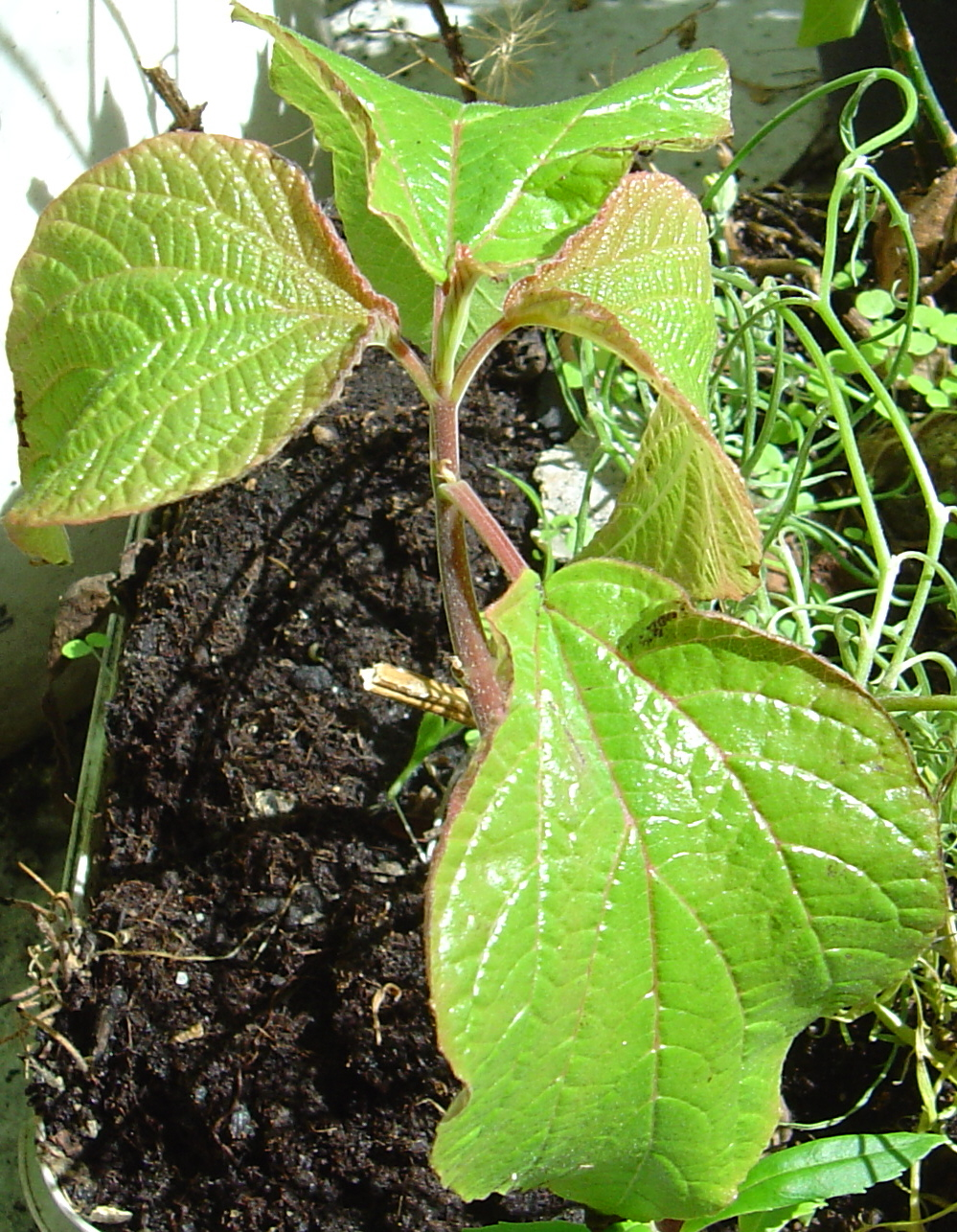
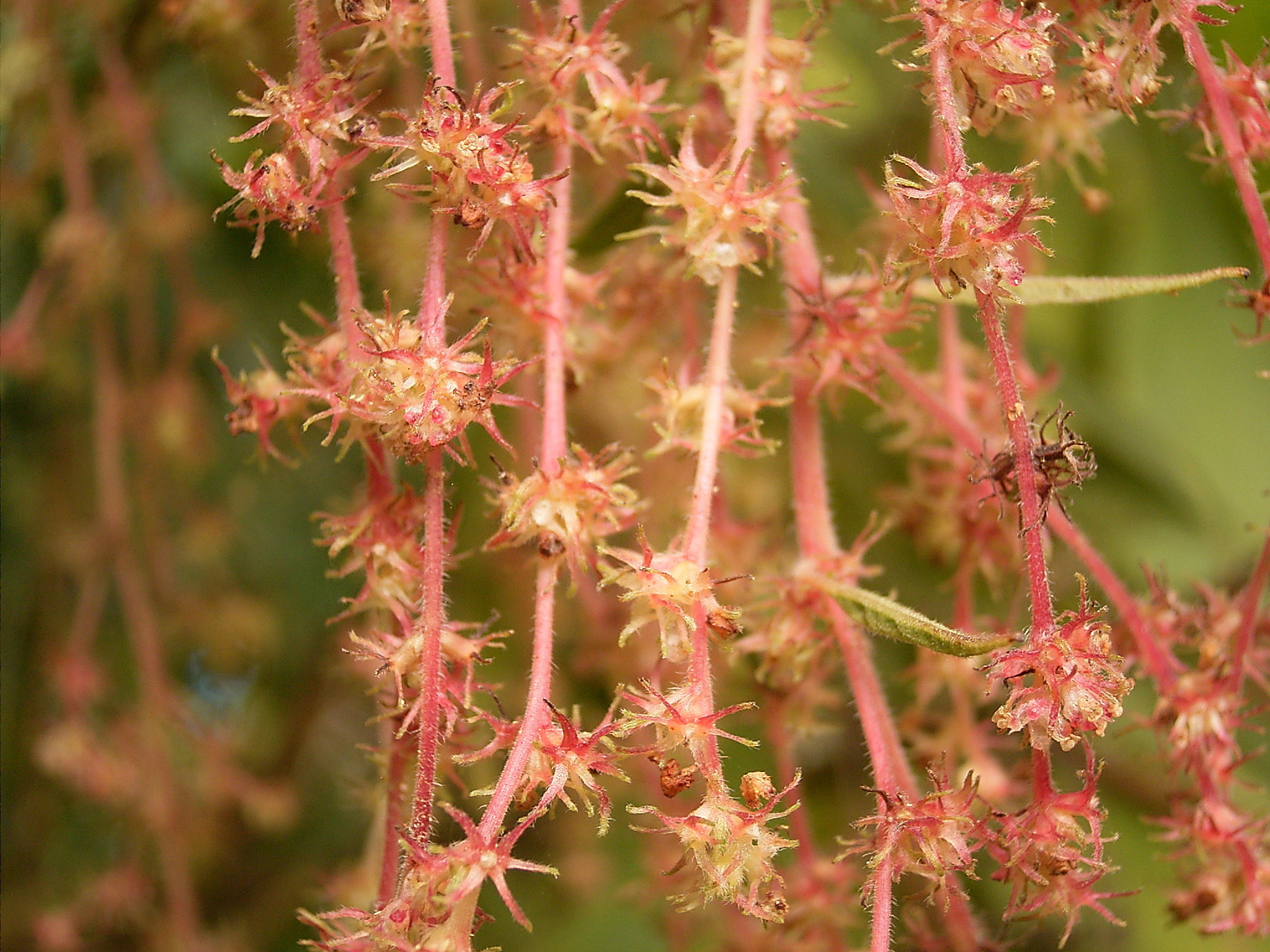